# 鏡武
鏡 武（かがみ たけし）は、日本の外交官。シリア駐箚特命全権大使、アイルランド駐箚特命全権大使などを経て、査察担当大使を最後に退官。公益財団法人中東調査会副理事長および副会長を経て同会参与。

## 経歴・人物
川越市立川越第一小学校、川越市立川越第一中学校を経て、1962年（昭和37年）埼玉県立川越高等学校卒業。昭和42年度外務公務員採用上級試験に合格し、1968年（昭和43年）に一橋大学法学部卒業後、外務省に入省。1969年（昭和44年）9月、英語研修で英国ケンブリッジ大学に留学。1971年（昭和46年）6月、同大学経済学部を卒業。
その後、外務本省では、情報文化局、経済協力局、国際情報局等で勤務し、その後国際報道課長、官房文書課長を歴任。海外では、在クウェート大使館、OECD日本政府代表部、南アフリカ共和国総領事館、国連日本政府代表部で勤務。
1992年（平成4年） 7月 国際協力事業団企画部長。1995年（平成7年） 7月 デトロイト総領事。1997年（平成9年） 7月 シリア駐箚特命全権大使。2000年（平成12年） 3月 アイルランド駐箚特命全権大使。2005年（平成17年） 9月 査察担当大使。2006年（平成18年） 9月 外務省退官。
退官後、帝京大学経済学部経済学科教授に就任。外務省時代に担当した開発経済、中近東を中心とする国際政治、国際関係論の講座を担当していたが、2013年（平成25年）3月末で同大学を退任。綜合警備保障株式会社顧問（2013年10月同退職）。2014年6月から、公益財団法人中東調査会の副理事長、2017年から同会副会長。2018年から同会参与。
2019年春の叙勲で瑞宝中綬章を受章。

## 入省同期
- 赤澤正人（元嘉悦大学長・神田外語大学長）
- 榎泰邦（元駐インド大使・外務省中東アフリカ局長）
- 大島正太郎（元駐韓大使・外務審議官）
- 岡本行夫（元内閣官房参与・内閣総理大臣補佐官）
- 小川郷太郎（エイ・エフ・エス日本協会理事長・元イラク復興支援大使）
- 小林秀明（元迎賓館長・東宮侍従長）
- 東郷和彦（元外務省欧亜局長・条約局長）
- 服部則夫（元OECD大使・外務報道官）
- 槙田邦彦（元駐シンガポール大使・外務省アジア大洋州局長）
- 馬渕睦夫（元防衛大学校教授・駐ウクライナ大使）
- 美根慶樹（元日朝国交正常化交渉日本政府代表・防衛庁参事官）

## 著書・寄稿等
- 『中東紛争 その百年の相克』（有斐閣選書、2001年4月10日）ISBN 4-641-28049-5
- 「中東紛争の底辺」（寄稿）（「書斎の窓」有斐閣 2001.7-8月号(No.506)
- 「パレスチナ紛争の発端は何か、いま何が問題か」（寄稿）（「歴史と地理」山川出版 2010年04月）
- 『発展途上世界の観光と開発』（共訳）（古今書院、2011年5月20日）ISBN 978-4-7722-7109-7
- 「現代中国の発展に関する分析ノート」(寄稿)(「帝京経済学研究」、2012年3月31日）第45巻第2号（通巻68号）
- 「現代シリアの部族と政治社会」（高岡豊著）（書評）（「中東研究」、2012年度V0l.1、第514号）
- 「シリア情勢：分析と展望 なぜ、戦闘が激化し、継続するのか」(寄稿)（asahi中東マガジン 2012年9月18日）
- 「イスラエル・パレスチナ和平交渉の政治過程ーーオスロ・プロセスの展開と挫折」（江崎智絵著）（書評）（「中東研究」2013年度vol.3、第519号）
- 「中東；不安定化の実態」（寄稿）（「中東研究」2015年度vol.1、第523号）
- 「「アラブの春」以後のイスラーム主義運動」（高岡豊／溝淵正季編著）（書評）（「中東研究」2019年度vol.II、第536号）